# 斯蒂凡·施拉舍夫斯基

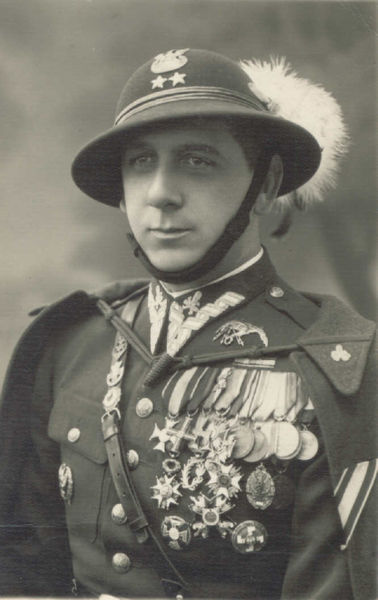
斯蒂凡·施拉舍夫斯基

斯蒂凡·施拉舍夫斯基（Stefan Szlaszewski，1892年5月25日—1959年）是一位波兰军官，是二战前波兰陆军山地兵部队中的一位指挥官。他曾担任波兰陆军第22山地步兵师（波德哈莱步枪兵部队）下辖的单位第2波德哈莱步枪团团长，军衔为上校；该团驻扎在萨诺克。二战爆发后，在抵御入侵期间，他曾率部参加了在克拉科夫和凯尔采的战役，并因此获颁波兰最高军事荣誉“军事勇气勋章”的银十字等级版本。他也因参与波苏战争和二战其他军事行动而在国内外获颁过其他荣誉，包括独立勋章和骑士级国家荣誉军团勋章。